# Palaumonarch
Der Palaumonarch (palauisch: Charmelachull, Myiagra erythrops) ist eine Singvogelart aus der Familie der Monarchen (Monarchidae). Er ist auf den Palauinseln endemisch.

## Merkmale
Der Palaumonarch ist ein kleiner, kurzschwänziger Vogel mit einer Gesamtlänge von 13–14 cm. Er kann den Scheitel aufstellen und das Gefieder ist generell bräunlich mit grünen und rötlichen Abstufungen. Beim Männchen sind Stirn und Vorderscheitel rötlich, ab dem Hinterkopf bis zum Rücken grau, Rücken und Rumpf matt-braun. Das Auge hat einen orangefarbenen Ring.
Auf der Unterseite erstreckt sich die rötliche Farbe bis zur Brust und zu den Halsseiten, jedoch nicht so leuchtend wie an der Kehle. Am Bauch geht die Farbe ins Weißliche über. Die Iris ist dunkelbraun. Schnabel und Beine sind bläulich-grau und schwarz.
Das Weibchen ist gewöhnlich kleiner als das Männchen. Bei ihm sind Scheitel und Hinterseite des Kopfes dunkler und die rötliche Farbe insgesamt weniger ausgeprägt. Jungtiere gleichen den Weibchen.
Der Gesang ist eine wiederholte Reihe von 2 bis 4 Pfiffen in gleicher Tonhöhe mit einer Dauer von ca. 0,2–0,3 Sekunden sowie eine schnelle Serie von Trillern. Außerdem verfügt der Vogel über einen harten kratzenden Ruf mit nur einer Silbe, vergleichbar mit den Lauten der verwandten Arten M. pluto und M. oceanica.

## Taxonomie und Systematik
Molekulare Untersuchungen bestätigen den Artcharakter. Die Art ist monotypisch. Allerdings sehen sie einige Forscher ihn als Unterart des Carolinenmonarchen (Myiagra oceanica) an.

## Habitat und Verbreitung
Die Art lebt im subtropischen und tropischen Tieflandwald und im Mangrovenwald und an Waldrändern.

## Lebensweise
Über die Lebensweise ist nur wenig bekannt. Anscheinend bevorzugt die Art die Mangrovenwälder. Sie ist ein Standvogel.

### Nahrung
Die Art lebt von Insekten. Sie hält sich vorwiegend in den unteren Schichten auf und schnappt auch Insekten aus der Luft. Sie tritt einzeln und paarweise auf.

### Brut
Nester mit brütenden Vögeln wurden im April gesichtet. Das Nest ist eine dickwandige kleine Schüssel aus Pflanzenmaterial und Flechten auf waagrechten Ästen im Unterholz.

## Schutzstatus
Die Art ist nicht bedroht. Sie ist auf den größeren Inseln von Palau weit verbreitet, die Individuenzahl scheint stabil zu sein.